# Shaonian de ni
Pour plus de détails, voir Fiche technique et Distribution.
Shaonian de ni (少年的你) est un film dramatique hongkongais-chinois réalisé par Derek Tsang et sorti en 2019 en Chine et Hong Kong,,,. C'est l'adaptation du roman éponyme de Yuexi Jiu.
Il est premier du box-office chinois de 2019 lors de ses deux premières semaines d'exploitation.

## Synopsis
Au moment du gaokao (concours d'entrée aux universités), la Chine tout entière s'immobilise. Pour près de dix millions d'élèves du secondaire, cet examen national, d'une durée de deux jours, déterminera où ils iront étudier. Il n'est pas rare que le destin de familles entières dépende des résultats. Comme tant d'autres, Nian (Zhou Dongyu) s'est concentrée sur la préparation de l'examen, a exclu de tout le reste et reste isolée. Une camarade de classe se suicide et elle devient la cible d'intimidations. Pendant ce temps, le destin la réunit avec le petit délinquant Bei avec qui elle signe un pacte.

## Fiche technique
- Titre : Shaonian de ni
- Titre original : 少年的你
- Titre international : Better Days
- Réalisation : Derek Tsang
- Scénario : Lam Wing-sum, Li Yuan et Xu Yimeng
- Photographie : Yu Jing-pin
- Production : Hui Yuet-jan
- Pays d’origine :  Hong Kong -  Chine
- Langue originale : mandarin
- Format : couleur
- Genres : drame
- Durée : 135 minutes
- Date de sortie :
  - Chine : 25 octobre 2019
  - Hong Kong : 5 décembre 2019

## Distribution
- Zhou Dongyu : Chen Nian
- Jackson Yee : Xiao Bei

## Distinctions

### Récompenses
- Hong Kong Film Awards 2020[5]
  - Meilleur film
  - Meilleur réalisateur
  - Meilleur scénario
  - Meilleure actrice pour Zhou Dongyu
  - Meilleur nouvel interprète pour Jackson Yee
  - Meilleure photographie
  - Meilleurs costumes et maquillages
  - Meilleure chanson originale

### Nomination
- Oscars 2021 : Meilleur film international